# Anik G1
«Anik G1» — телекоммуникационный спутник, созданный американской компанией Space Systems/Loral и принадлежащий канадской компании Telesat.
«Anik G1» будет работать в точке стояния 107,3° з. д. совместно со спутником «Anik F1R», что обеспечит расширение возможностей и наращивание потенциала при работе в трёх различных географических зонах.
С 8 мая 2013 года спутник введен в эксплуатацию и начал предоставление коммерческих услуг.

## Конструкция
КА «Anik G1» построен на платформе Space Systems / Loral 1300 со сроком активного существования более 15 лет.
Полезная нагрузка КА «Anik G1» предназначена для обеспечения различных услуг связи в трёх различных географических зонах:
1. 24 активных транспондера С- и 12-и трансподеров Ku-диапазонов предназначены для замены спутника «Anik F1», который сейчас работает на телекоммуникационном рынке Южной Америки. Планируется расширение возможностей и наращивание потенциала предыдущего спутника на территории этого континента.
2. 16 трансподеров расширенного Ku-диапазона специально предназначены для оператора  спутникового телевидения DTH Shaw Direct в Канаде.
3. Кроме того, 3 транспондера X-диапазона позволят предоставлять услуги государственной спецсвязи в США и части Тихого океана, а также могут быть использованы гражданскими пользователями[2].

## Запуск спутника
Запуск спутника был произведен 15.04.2013 22:36:00 ЛМВ компанией International Launch Services (ILS) с помощью РН Протон-М с разгонным блоком (РБ) Бриз-М  с ПУ № 200/39 космодрома Байконур.